# Ana Mazzotti
Ana Maria Mazzotti (Caxias do Sul, 17 de agosto de 1950  - São Paulo, 20 de janeiro de 1988), mais conhecida por Ana Mazzotti, foi uma cantora, compositora e multi-instrumentista brasileira.
Sua vida inspirou a realização de  dois documetários: Eu Sou Mais Eu (2012) de José Martim Estefanon e  SOU Ana Mazzotti (2017) de Johnny Boaventura.
Em 2019, a sua obra foi reeditada pela gravadora Far Out Recordings. Essa reedição foi considerada uma das melhores do ano pela estação de rádio estadunidense NPR.

## Biografia
Morreu vítima de cancro, com apenas 37 anos.

## Discografia
- Ninguém Vai Me Segurar (1974)[1][6]
- Ana Mazzotti (1977)[1][6]